# Новые правые (Румыния)
Новые правые (рум. Noua Dreaptă) — ультранационалистическая, крайне правая организация в Румынии и Молдове, основанная в 2000 году. Самопровозглашённая преемница Железной гвардии. Идеология вдохновлена фашистским движением Корнелиу Зеля Кодряну. Партия описывает себя как радикальную, военизированную, националистическую и православную, а также поддерживает объединение Румынии и Молдавии.

## Связи
Новые правые — часть Европейского национального фронта, политического альянса националистических партий Европы.
Кроме того, партия составляет альянс Блок национальной идентичности в Европе, созданный в 2017 году вместе с партиями Великая Румыния и Партия объединённой Румынии. Партия также имеет связи с немецкой неонацистской партией Родина, датской неонацистской Партей датчан, Евразийским союзом молодёжи. Сообщалось о членстве в Альянсе за мир и свободу, в котором также состояли Народный греческий патриотический союз, чешская Рабочая партия социальной справедливости, испанская Национальная демократия, итальянские Fiamma Tricolore и Новая сила, словацкая Котлебовцы — Народная партия Наша Словакия и другие.

## Экстремизм
Партия получила репутацию неонацистов из-за ассоциаций с Железной гвардией и использованием символики типа Кельтского креста. Партия также имеет связи с антисемитскими организациями, а также поддерживает риторику против венгерского меньшинства, цыган, сексуальных и религиозных меньшинств, в частности мормонов.
«Новые правые» выступают за запрет абортов и гомосексуальных браков под лозунгом «защиты традиционной семьи и борьбы со всеми явлениями, которые её подрывают (аборт, гомосексуальность и т. д.)». В 2007 году партия организовала демонстрацию против гей-парада GayFest в Бухаресте. 24 мая 2008 года Новые правые организовали «Марш нормальности» (рум. marșul normalității), демонстрацию против гей-парада, который должен был состояться в тот же день. В конце демонстрации лидер Новых правых Тудор Ионеску заявил, что акция направлена не на критику «гомосексуального поведения», а на его «публичную демонстрацию».
Новые правые считаются одним из главных очагов антисемитских и расистских взглядов в Румынии. В 2008 году Федерация еврейских общин Румынии обвинила организацию в написании антисемитских надписей на здании еврейской общины в Клуж-Напоке. В 2009 году, в 120-ю годовщину смерти поэта Михая Эминеску, несколько членов «Новых правых» отправилась в Ипотешть, место рождения поэта, где они скандировали антисемитские лозунги, обвиняя евреев в убийстве Эминеску.
20 июля 2015 года 150 членов организации организовали акцию протеста на Университетской площади в Бухаресте против строительства мечети.